# C2-Schiff
Der C2-Stückgutschiffstyp, auch C2-Frachter, war ein Serienfrachtschiffstyp, der während des Zweiten Weltkriegs auf verschiedenen Werften in den Vereinigten Staaten gebaut wurde. Der Schiffstyp entstand von 1939 bis 1945 in 173 Einheiten.

## Geschichte

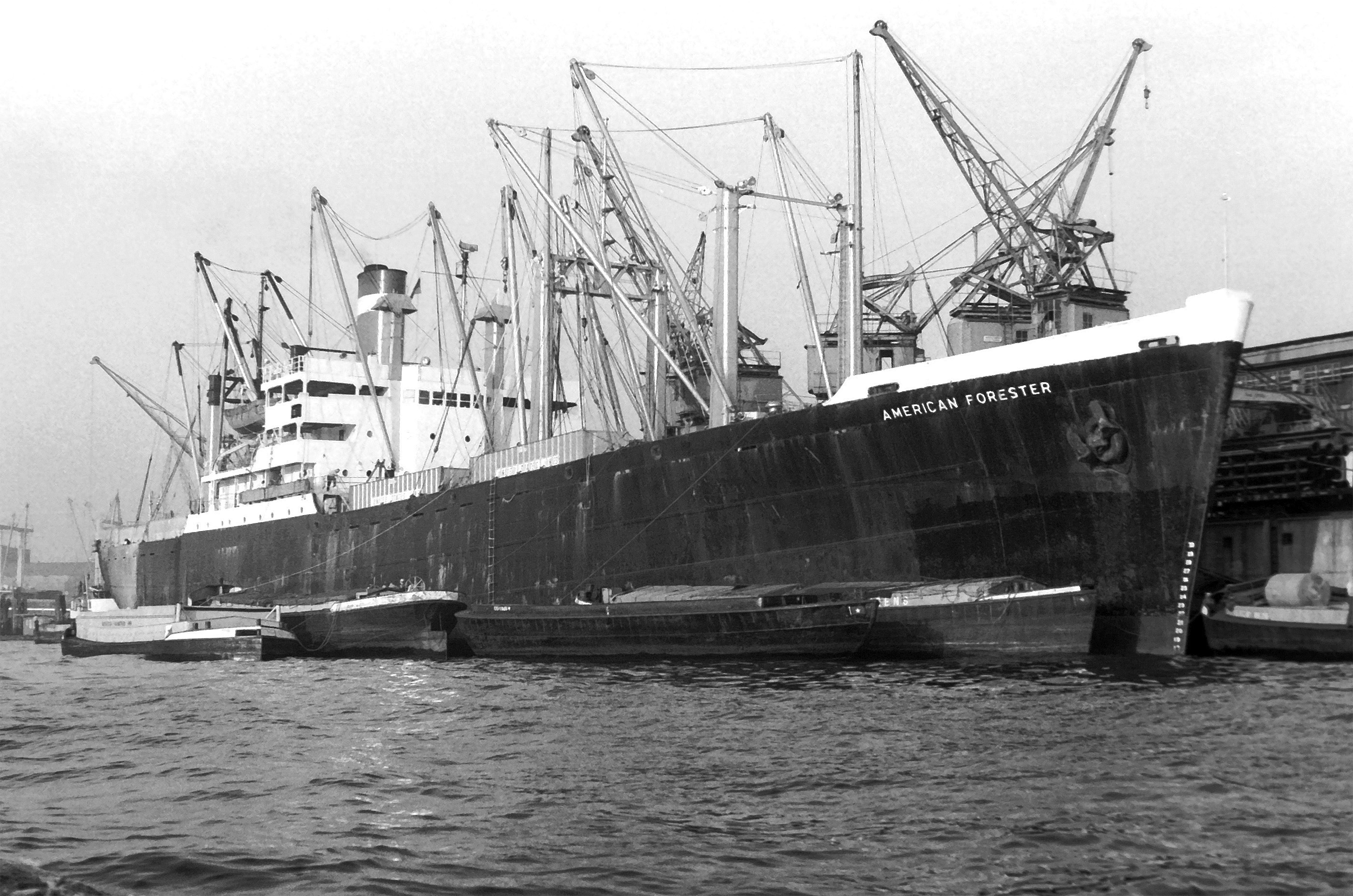
American Forester, ein typischer C2-Frachter (1969 in Hamburg)

Der in den Jahren 1937–38 konstruierte C2-Frachter entstammte der United States Maritime Commission (MARCOM). Die US-Behörde MARCOM stellte den Werften, Schiffbauingenieuren und Reedereien 1937 zunächst einen Grundentwurf vor. Mit einer Reihe von eingebrachten Verbesserungsvorschlägen stellte der fertige Entwurf schließlich einen verhältnismäßig schnellen und im Bunkerverbrauch wirtschaftlichen Schiffstyp mit guter Schiffsstabilität dar, der sich im Kriegsfall auch gut als Hilfsschiff verwenden ließ. Durch die Standardisierung des Entwurfs und der verbauten Komponenten konnte ein günstiger Baupreis erzielt werden, welcher insbesondere im Zusammenhang mit den gewährten staatlichen Beihilfen für die Betreiber, mit vergleichbaren Entwürfen anderer Schiffbauländer konkurrieren konnte. Das C2-Typschiff war die 1939 abgelieferte Donald McKay.
Der Basisentwurf hatte eine Länge von knapp 140 Metern, eine Breite von 19,20 Meter und eine Seitenhöhe von 12,20 Meter (Spätere C2-Schiffe besaßen teilweise etwas abweichende Abmessungen). Er besaß fünf Laderäume mit zwei, bzw. drei Decks. Die größte Luke 2 maß etwa 6,5 × 16,5 Meter, um auch sperrigen Ladungen Platz zu bieten, die restlichen Luken waren etwa 6,5 × 10 Meter groß. Das Ladegeschirr bestand aus vierzehn Leichtladebäumen mit je 5 Tonnen Hubkraft, in deren Lademasten auch die Rohre zur Belüftung der Laderäume verliefen, sowie zwei 30-Tonnen-Schwergutbäumen an den Luken 3 und 4.

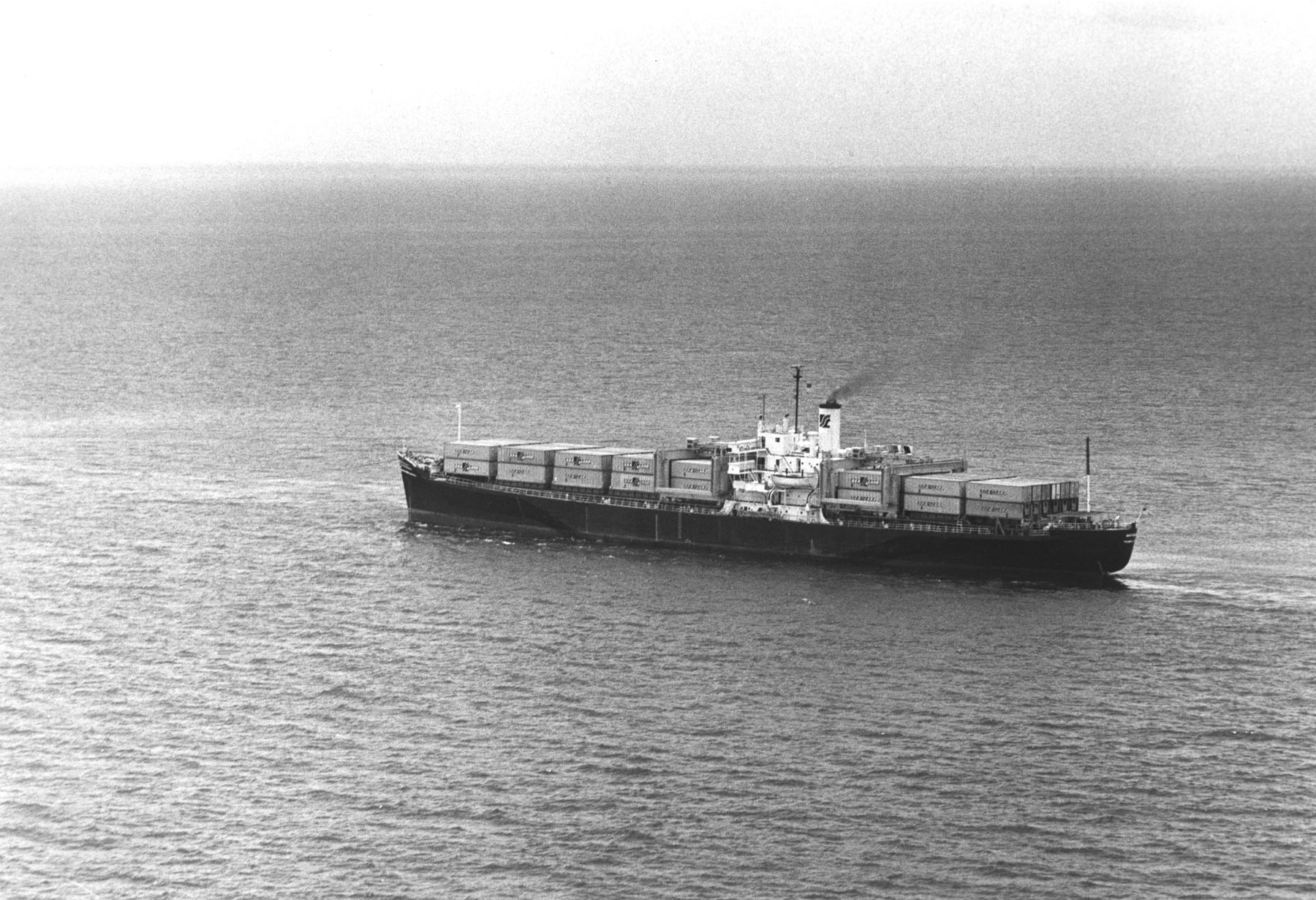
Das Containerschiff Mayaguez

Angetrieben wurde die Mehrzahl der C2-Schiffe durch einen Dieselmotor. Es gab auch C2-Schiffe mit zwei umsteuerbaren Dieselmotoren, elektromagnetischen oder hydraulischen Kupplungen, Untersetzungsgetriebe und einer Gesamtleistung von 6000 PS, die damit eine Reisegeschwindigkeit von 15,5 Knoten liefen. Es wurden außerdem Schiffe mit Dampfturbinenantrieb hergestellt. Diese konnten Geschwindigkeiten bis zu 20 Knoten erreichen.
Die mittschiffs angeordneten Aufbauten boten auf drei Decks einen besseren Komfort im Vergleich zu früheren Schiffstypen. Die nautische Ausstattung umfasste einen Kreiselkompass.
Während des Zweiten Weltkriegs wurde eine große Anzahl von C2-Frachtern von der US Navy eingesetzt. Als kommerziell eingesetzte Frachtschiffe wurden die C2-Typen bis in die 1970er Jahre benutzt, oftmals umgebaut zum Containerschiff.